# 華民各界協議会
華民各界協議会（かみんかくかいきょうぎかい。繁体字: 華民各界協議會、英語: Chinese Cooperative Council）は日本占領時期の香港において在地の華人・西洋人エリートにより構成された、香港占領地総督部直属の諮問機関。同じく総督部直属の諮問機関として設置された華民代表会とともに「両華会（繁体字: 兩華会）」と総称された。

## 歴史
1941年12月25日、香港総督マーク・ヤングは日本に投降し、香港は「三年零八個月」の間日本軍政下に入った。支配を強固にするため、日本軍はイギリス香港政庁に協力していた地域社会の有力者を召募し、「以華制華（華を以て華を制す）」ことを試みた。
1942年1月、香港軍政庁長官酒井隆は、ペニンシュラ・ホテルでの昼食会に香港の華人・ユーラシアンの領袖約130人を招いた。酒井は大東亜共栄圏の理念を説明し、日華協力を希望した。同月下旬に磯谷廉介が香港総督に就任すると、3月30日には「香港善後処理委員会」に代わり、華民代表会と華民各界協議会の通称「両華会」が設置された。
協議会は香港の戦い以前に行政・立法両評議会の議員を務めた周寿臣が主席を務め、協議会の22名の会員は華民代表会により選出された。
華民各界協議会は総督部に直属し、香港人の不満に関する報告、政府決定事項の伝達、香港人に関する業務についての助言を行なった。定例会議は週2回行われたが、あくまでも諮問機関であり、権限はほとんどなく、総督部に提案し、受け入れるよう働きかけることしかできなかった。また、占領地総督部民治部の下で新たに設置された区役所の運営にも責任を負った。

## 会員
華民各界協議会は上位機関である華民代表会により選出された「中国人の商業、工業、運輸、金融、教育、慈善、技術、医師、建築、労働等の各界を代表すると認められる者二十二名」の会員から組織されていた。氏名・職位等については東洋経済新報社編『軍政下の香港：新生した大東亜の中核』（香港東洋経済社、1944年）による。
- 周寿臣（中国語版）（主席；東亜銀行董事長、中華百貨公司董事長）
- 李冠春（副主席；和発成公司支配人）
- 董仲偉（香港華商総会主席、香港銭荘公会主席、道亨銀号支配人）
- 葉蘭泉（香港中華廠商聯合会主席、香港華人永遠墳場理事、香港孔聖堂司理）
- 伍華（中国語版）（香港建築商会永遠顧問、香港必打行主席兼司理、生泰建築公司総経理）
- 羅文錦（弁護士）
- 鄺啓東（南華日報社長、国民政府宣伝部委員）
- 凌康發（香港九龍総工会会長、茶居工業総会主席）
- 林建寅（港九労工総会会長）
- 李忠甫（中国語版）（東華三院主席[4]、亜洲行支配人）
- 郭賛（中国語版）（香港華商総会副会長、法国銀行華人経理）
- 陸靄雲（香港南華体育会会長、建東公司支配人）
- 周耀年（建築師）
- 郭泉（中国語版）（永安銀行司理、永安公司司理、普益洋貨行商会主席）
- 王徳光（中国語版）（華民代表事務局主事）
- 譚雅士（中国語版）（弁護士）
- 王通明（香港九龍通明医院院長）
- 鄧肇堅（中国語版）（鄧天福銀号経理、香港自動車運送会社副社長）
- 顔成坤（香港自動車運送社長）
- 黃燕清（香港光華中学校長、香港中小学校会主任秘書、保良局当年経理）
- 章叔淳（『軍政下の香港』に記載なし）
- 馮子英（『軍政下の香港』に記載なし。東華三院董事局主席[4]）